# Rong Lu
Rong Lu (chinesisch 容璐; * 23. Mai 1985) ist eine chinesische Badmintonspielerin.

## Karriere
Rong Lu gewann 2002 drei Medaillen bei Junioren-Welt- und -Asienmeisterschaften. 2002 durfte sie auch bei den Erwachsenen in Grand-Prix-Turnieren erste Erfahrungen sammeln. Bei den China Open des Jahres erkämpfte sie sich einen beachtlichen 17. Platz im Mixed. Ein Jahr später steigerte sie sich in dieser Disziplin auf Rang 9.

## Sportliche Erfolge
| Saison | Veranstaltung                    | Disziplin   | Platz | Name               |
| ------ | -------------------------------- | ----------- | ----- | ------------------ |
| 2002   | Weltmeisterschaften der Junioren | Damendoppel | 1     | Du Jing / Rong Lu  |
| 2002   | Weltmeisterschaften der Junioren | Mixed       | 2     | Cao Chen / Rong Lu |
| 2002   | Junioren-Asienmeisterschaft      | Damendoppel | 1     | Du Jing / Rong Lu  |
| 2002   | China Open                       | Mixed       | 17    | Xu Chen / Rong Lu  |
| 2003   | China Open                       | Mixed       | 9     | Lu Jian / Rong Lu  |